# Iker Romero
Iker Romero Fernández (Vitoria, Spanyolország, 1980. június 15. –)visszavonult spanyol kézilabdázó.
Romero a klubjában és a válogatottban is meghatározó játékos, mindkét csapatban a 18-as számú mezben játszott. Több poszton is bevethető, irányítóként és bal átlövőként is hasznos tagja volt csapatainak.

## Sikerei
- 2-szeres Spanyol bajnok: 2000/2001 (Ademar León), 2005/2006 (FC Barcelona)
- 2-szeres Spanyol-kupa győztes: 2002/2003 (BM Ciudad Real), 2003/2004 (FC Barcelona)
- 2-szeres Spanyol szuperkupa győztes: 2003/2004, 2006/2007 (FC Barcelona)
- EHF Bajnokok Ligája győztes: 2005 (FC Barcelona)
- 2-szeres EHF Kupagyőztesek Európa Kupája győztes: 2001/2002, 2002/2003 (BM Ciudad Real)
- Európai szuperkupa győztes: 2004 (FC Barcelona)

A válogatottal eddig egyszer tudott nagy világversenyt nyerni, a 2005-ös világbajnokságon sikerült elhódítaniuk a trófeát. Tagja volt a 2004-es athéni olimpián bronzérmes válogatottnak. A 2006-os svájci Európa-bajnokságról ezüstéremmel térhetett haza.

### Csapatai
- 1997-2000: Valladolid
- 2000-2001: Ademar León
- 2001-2003: Ciudad Real
- 2003-2011: FC Barcelona
- 2011-2015: Füchse Berlin